# Beverley Naidoo
Beverley Naidoo född 21 maj 1943 i Johannesburg, är en sydafrikansk barnboksförfattare som har skrivit ett antal böcker om livet i Sydafrika där hon växte upp. Hon vann Carnegie Medal år 2000 för The Other Side of Truth och vann Josette Frank Award två gånger - 1986 för Journey to Jo'burg och 1997 för No Turning Back: A Novel of South Africa. Som student ifrågasatte hon apartheidregimen och arresterades för sina aktioner inom motståndsrörelsen i Sydafrika. 1965 kom hon till England och gifte sig med en annan sydafrikan i exil. De har två barn. 2004 gav Naidoo ut en bilderbok för barn, Babas gift tillsammans med sin dotter Maya Naidoo.

### Utgivet på svenska
- En brinnande kedja 1990
- Vandringen till Johannesburg 1991
- På andra sidan sanningen 2004

## Priser och utmärkelser
- Carnegie Medal 2000 för The Other side of truth